# Бог из машины

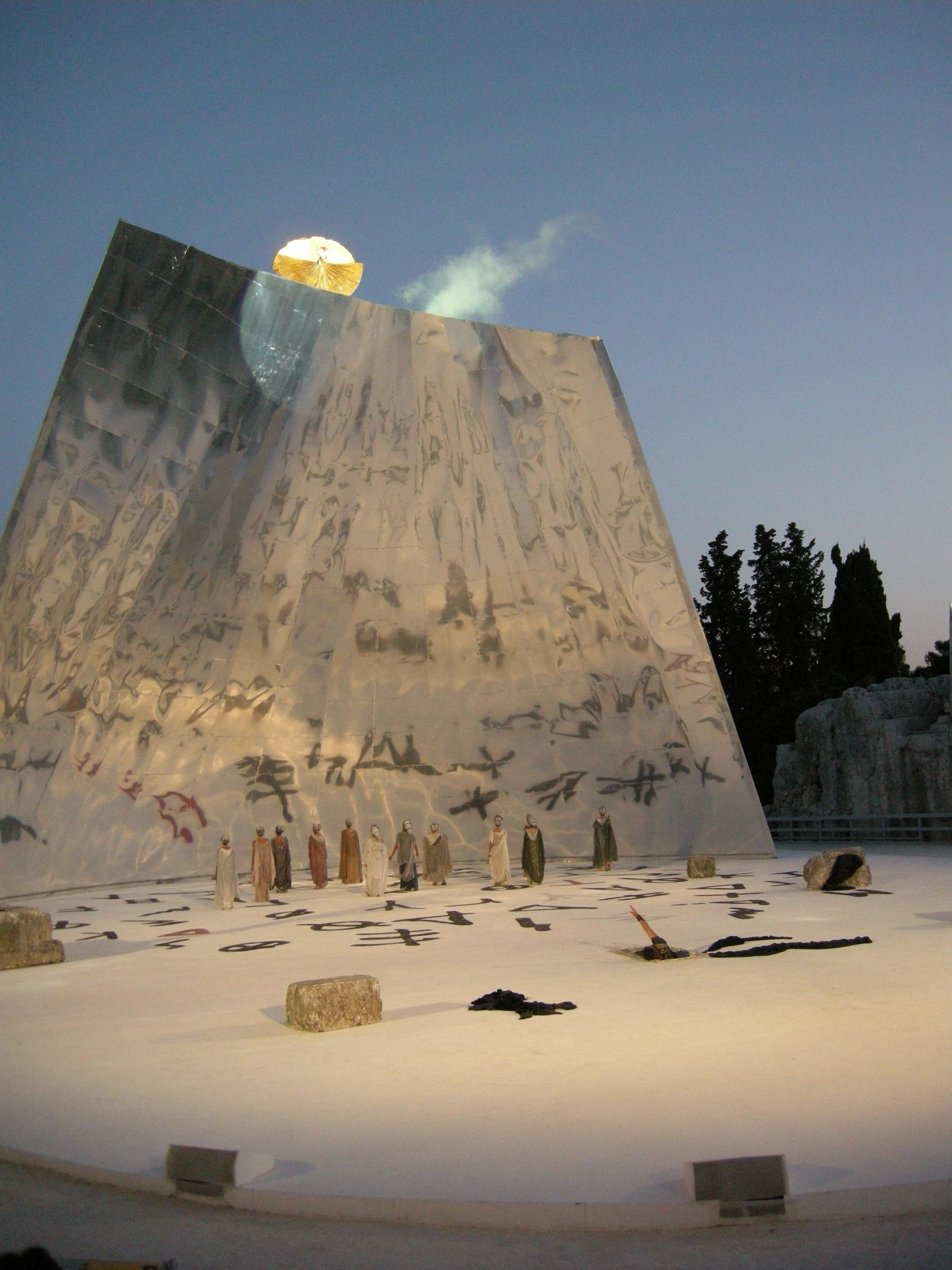
Постановка Еврипидовой «Медеи»: золотая колесница бога Гелиоса является, чтобы спасти главную героиню

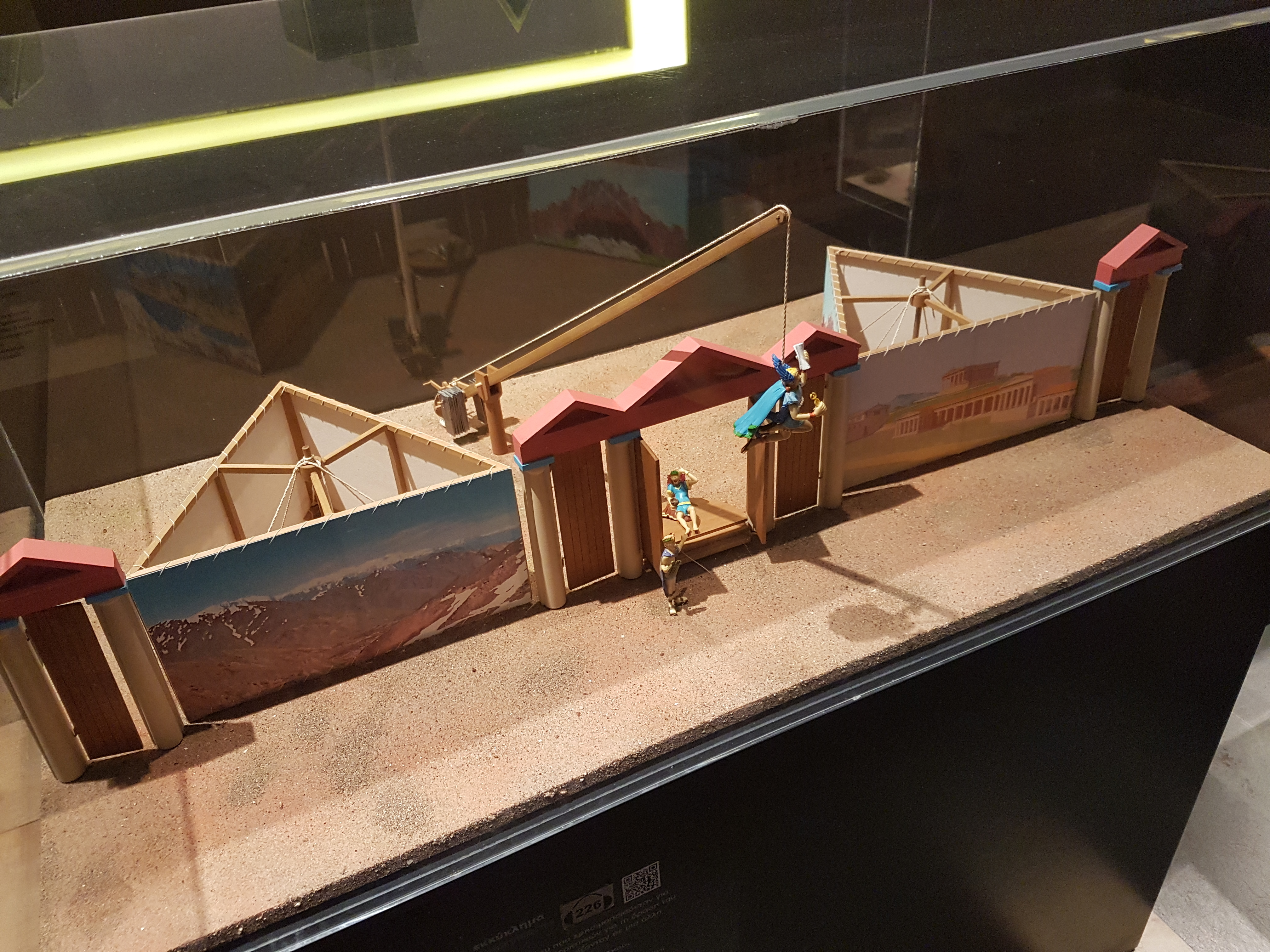
Реконструкция античного подъёмного устройства для вывода на сцену небожителей

Бог из машины (лат. Deus ex machina; классич. ['de.ʊs eks 'maːkʰi.naː]; калька с греч. ἀπὸ μηχανῆς θεός) в нарратологии — неожиданная, нарочитая развязка трудной ситуации с привлечением внешнего, ранее не действовавшего в ней фактора, например чудесное спасение героев.
Термин происходит из античного театра, где он означал появление в развязке спектакля бога при помощи специальных механизмов (например, спускающегося с небес), решающего проблемы героев. Словом «μηχανῆς» в древнегреческом театре назывался кран, который позволял поднимать актёра над сценой, имитируя полёт. Из античных трагиков приём особенно любил Еврипид: в сохранившихся его произведениях он используется восемь раз.

## В литературе
Приём чудесного спасения можно встретить в литературе совершенно разных времён и жанров. Его часто использовали Шекспир («Зимняя сказка», «Как вам это понравится»), французские драматурги эпохи классицизма (например, Мольер в «Тартюфе» и «Амфитрионе»), представители романтизма («Капитанская дочка» Пушкина, «Колодец и маятник» Эдгара По). Натянутые, малоправдоподобные счастливые развязки типичны для романов Диккенса начиная с «Оливера Твиста». При этом у Диккенса и более современных авторов чаще всего речь идёт не о прямом вмешательстве высших сил (божества или монарха), а о резком изменении хода событий благодаря внезапной случайности. В фантастике данный приём часто оформлен в виде всемогущего технического устройства (технологии), вдруг оказавшегося в руках героев и обеспечившего их конечную победу.
Со времени Антифана, Аристотеля («Поэтика») и Горация («Искусство поэзии») многие литературные и театральные критики считают использование «бога из машины» признаком низкого качества, плохой проработки произведения. Так, Герберт Уэллс говорил: «Ничего не интересно, когда возможно всё» (англ. If anything is possible, then nothing is interesting). Фрези Грант замечает, что «чудесное разрешение конфликта, словно сотканное из воздуха», обесценивает сам сюжет, делая всё ранее происходившее бессмысленным.

С другой стороны, Джон Р. Р. Толкин в эссе «О волшебных сказках» отстаивал необходимость неожиданных хэппи-эндов в сказках и фэнтези, считая их частью побега от реальности, ради которого и создаётся подобная литература. Он предложил термин «эвкатастрофа» для неожиданных счастливых поворотов сюжета и в своих произведениях часто реализовывал эту идею. Например, в «Хоббите» и «Властелине колец» героев, попавших в безвыходное положение, не раз спасают орлы, а исход битвы при Хельмовой пади и Пелленорских полях решает приход подкреплений, на который герои уже не надеялись. Толкин назвал орлов «опасным механизмом» (dangerous machine), который он предпочитает использовать с осторожностью и возражал против широкого использования орлов в экранизации «Властелина колец» (которое предполагалось в не утверждённом им черновом сценарии). 

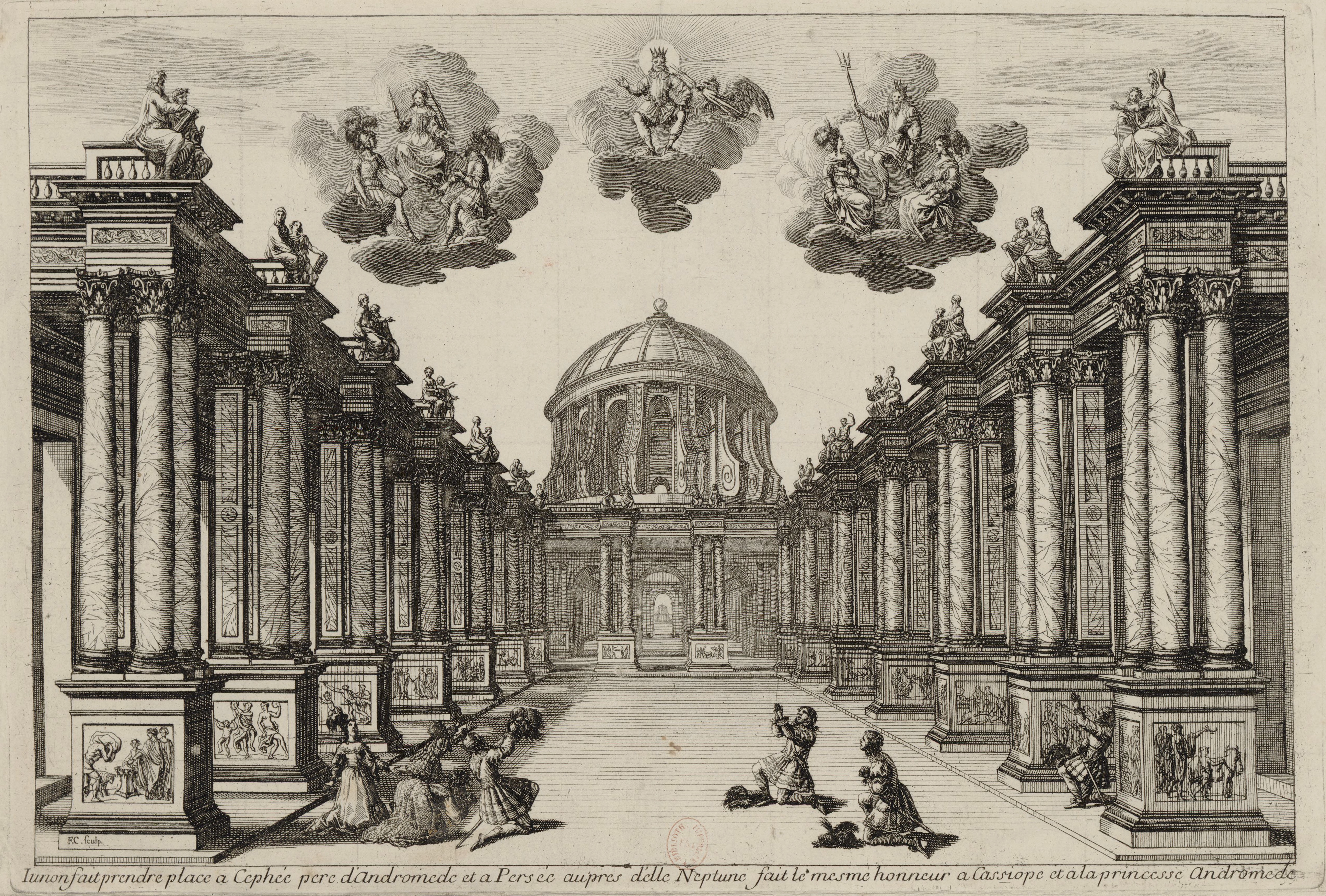
Парящие над сценой боги в постановке «Андромеды» Корнеля

## В кино
Герои, либо оказывающиеся в безвыходной ситуации и преследуемые, либо ведущие бой с жестокими врагами, а затем спасаемые чудесным образом в последний момент, — приём, широко используемый в коммерческом кинематографе. Одним из первых его использовал Джон Форд в классическом вестерне «Дилижанс» (1939), где дилижанс, преследуемый индейцами, спасает регулярная кавалерия, появляющаяся в последний момент. Подобная концовка многократно использовалась в последующих вестернах.

## Рояль в кустах
Близкое значение имеет русское выражение «рояль в кустах»: искусственный поворот сюжета, неуклюжая, явно заранее подготовленная «случайность», выдаваемая за экспромт. Однако «рояль в кустах» не просто вводит новый фактор в действие, а пытается выдать его явно спланированное появление за случайность, что для «бога из машины» необязательно. Если «бог из машины» — это именно поворот сюжета (обычно к лучшему и нередко с влиянием внешних или сверхъестественных сил), «рояль в кустах» — просто нелепое, явно искусственное совпадение.